# Rauschwalde
Rauschwalde ist seit seiner Eingemeindung 1925 ein Stadtteil der Stadt Görlitz. Die Bebauung des Stadtteils variiert je nach Viertel, sie reicht von Gründerzeitbauten und Wohnblocks des Typs IW64 aus DDR-Zeiten bis hin zu Eigenheimen. Zwischen 1975 und 1977 entstanden westlich der Karl-Eichler-Straße um die Kopernikusstraße fünfgeschossige Wohnblocks mit etwa 1500 Wohnungen. Es war damit die zweite große Neubauwohnsiedlung von Görlitz. 

## Geschichte

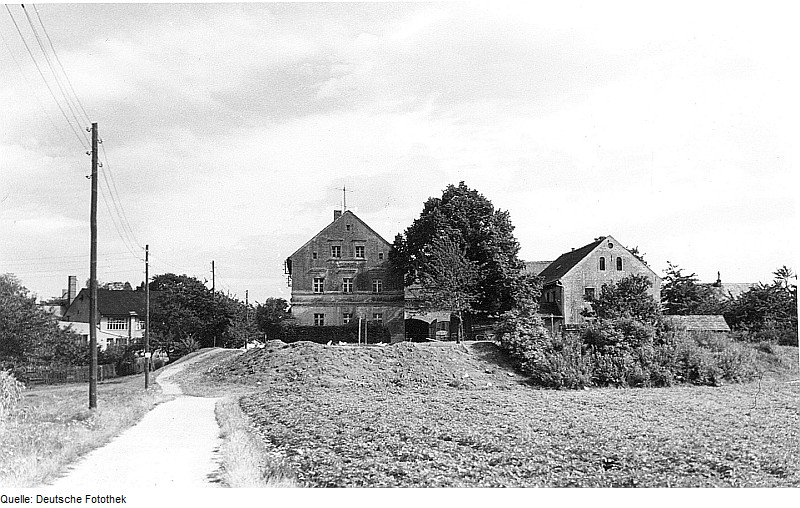
Rauschwalde – das Windmühlenanwesen Seibt um 1965

Rauschwalde wurde um 1310 erstmals als Rushenwalde erwähnt. Das ehemalige Dorf Rauschwalde befand sich rund um die um 1780 erbaute Bockwindmühle, welche zwischen 1904 und 1907 abgerissen wurde. An sie erinnert lediglich eine Nachbildung, die von der Karl-Eichler-Straße vor allem zur Weihnachtszeit leicht erkennbar ist.
Rauschwalde zählte Anfang des 20. Jahrhunderts rund 800 Einwohner. 1914 stieg die Einwohnerzahl auf knapp 1400. Dies war auf die Eröffnung des Güter- und Rangierbahnhofs in Schlauroth zurückzuführen.
1915 wurde Rauschwalde eine eigenständige evangelische Gemeinde. Vorher gehörte sie zum Kirchspiel Kunnerwitz bzw. davor zum Kirchspiel Jauernick. 1921 erlangte der Vorort bereits Anschluss an das Straßenbahnnetz von Görlitz.
Erst 1925 erfolgte die Eingemeindung zur Stadt Görlitz. Rauschwalde hatte damals 3063 Einwohner. Die Stadt förderte den Ort und erweiterte die örtlichen Schulen. Der Bau eines zentralen Abwassersystems sowie der Ausbau bzw. die Sanierung der Straßen wurde vorgenommen, um dem ehemaligen Vorort städtischen Komfort zu bieten.
Seit der Eingemeindung war eines der bedeutendsten städtebaulichen Ziele die Neubebauung des Stadtteils beiderseits der Reichenbacher Straße und der Reichertstraße. Das Bauvorhaben wurde durch den Ausbruch des Zweiten Weltkrieges unterbrochen. Lediglich die Landskronsiedlung im Süden des Stadtteils an der Gemarkungsgrenze zu Biesnitz wurde realisiert. Im Jahr 1927 eröffnete das St. Carolus Krankenhaus. Weitere elf Jahre später erhielt die evangelische Gemeinde Rauschwalde mit der Christuskirche ihr eigenes Gotteshaus. Sie wurde am 17. Juni 1938 feierlich eingeweiht.
Während des Zweiten Weltkrieges befand sich ab 1942/43 zwischen der Johanna-Dreyer- und der Heinrich-Heine-Straße ein Zwangsarbeiterlager. Es diente nach Ende des Krieges als Auffanglager für Flüchtlinge aus den Gebieten östlich von Oder und Lausitzer Neiße. 1968 entstand in Rauschwalde die erste römisch-katholische Kirche, welche 1997 durch einen Neubau ersetzt wurde.
Im Jahr 1986 wurde der Straßenbahnverkehr eingestellt und durch Busse ersetzt, da das Schienennetz allmählich verfiel und die dafür notwendigen Sanierungskosten zu hoch waren. 
Zum 1. Januar 1999 wurde die Stadtgrabensiedlung nördlich des ehemaligen Rangierbahnhofes aus der Gemeinde Schöpstal aus- und in die Stadt Görlitz eingegliedert. Das 479 Hektar große Gebiet der Stadtgrabensiedlung wurde dem Stadtteil Rauschwalde zugeschlagen.
Ende des Jahres 2007 wurde die neugebaute Sporthalle Rauschwalde ihrer Bestimmung übergeben. Sie ist der Ersatzbau für die 2006 abgerissene Ulberhalle. Bei der Einweihung der Halle war auch der Handballnationalspieler Lars Kaufmann Gast.

## Sehenswürdigkeiten

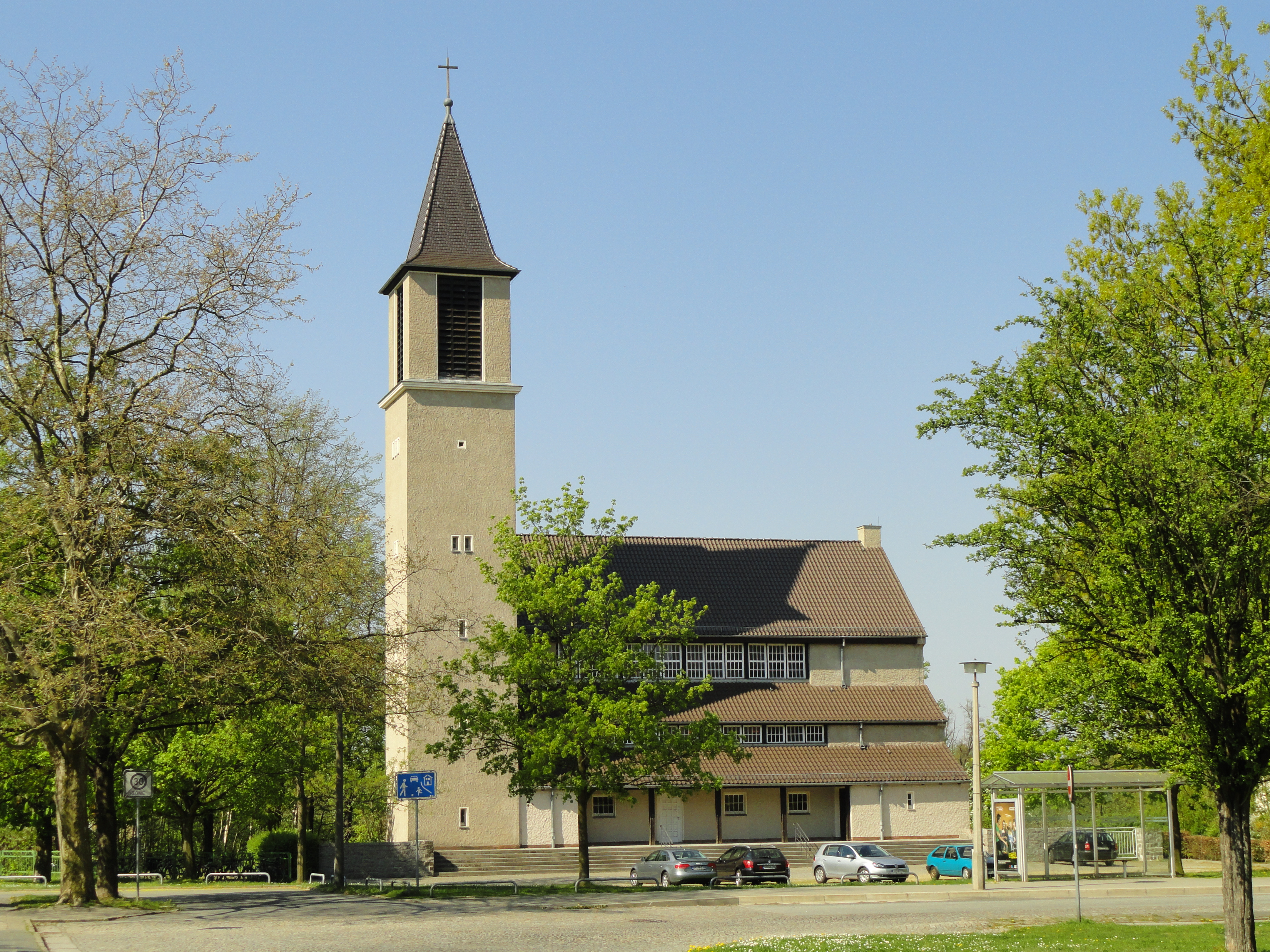
Die Christuskirche

- Christuskirche
- St. Hedwig

## Wirtschaft
- Eisenbahnsignal-Bauanstalt Müller & May: gegründet 1890, geschlossen 1922
- ehem. VEB Elektroschaltgerätewerk Görlitz
- ehem. Reichsbahnausbesserungswerk Görlitz
- ehem. Rangierbahnhof Schlauroth

## Verkehr

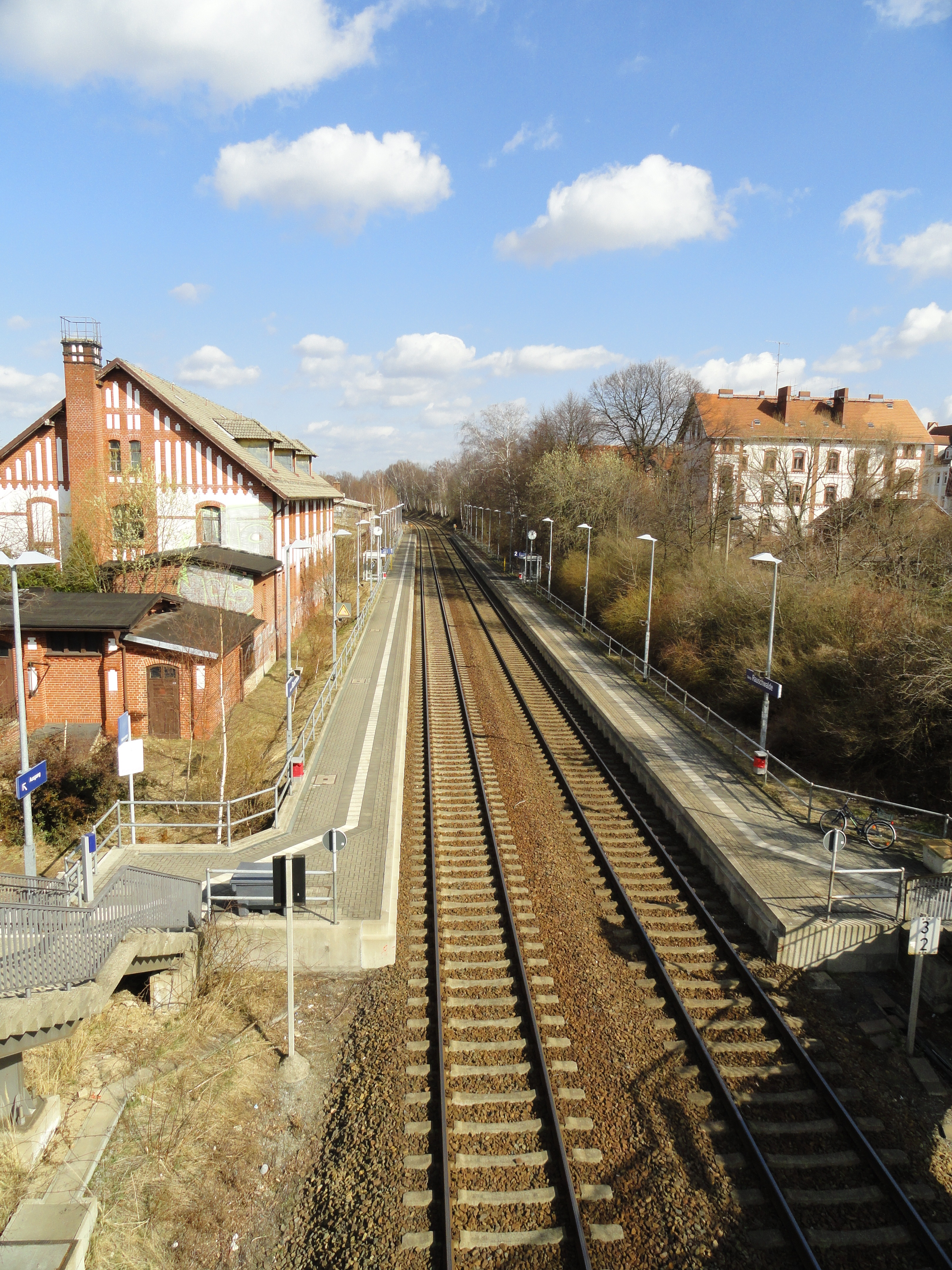
Der Bahnhaltepunkt Görlitz-Rauschwalde

Rauschwalde besitzt eine eigene Anbindung an die Bundesstraße 6. Diese wurde 2009 neu gebaut, da die alte Überführung über die Bahnstrecke nach Dresden baufällig war und nicht mehr befahrbar ist.
Der Rauschwalder Haltepunkt bietet Anschluss an die Regionalzüge in die umliegenden Gemeinden und Dörfer sowie in die sächsische Landeshauptstadt bis zum Dresdner Hauptbahnhof. Der Haltepunkt wird von der Länderbahn („Trilex“) durch die Linie RB 60 bedient.
Der Stadtteil ist an den öffentlichen Nahverkehr angebunden. Mehrere Linien der Görlitzer Verkehrsbetriebe (GVB) und der Regionalbus Oberlausitz (RBO) durchkreuzen ihn.
Stadtbuslinien:
- Buslinie A: Landeskronsiedlung - Demianiplatz - Hochschule
- Buslinie B: Rauschwalde - Demianiplatz - Klinikum/Virchowstraße
- Buslinie E: (Rauschwalde-) Weinhübel - Deutsch Ossig - Hagenwerder - Tauchritz
- Buslinie F: (Rauschwalde-) Biesnitz/Landeskrone - Kunnerwitz - Klein Neundorf - Weinhübel
- Buslinie N: Rauschwalde - Bahnhof/Südausgang - Biesnitz/Landeskrone (Nachtverkehr, verkehrt zwischen 19 und 0 Uhr)

Überlandbuslinien:
Die Überlandbuslinien werden durch das Unternehmen "Omnibus Verkehr Oberlausitz" (OVO) bedient. Sie liegen im ZVON-Verbundgebiet.
- Linie 62: Görlitz – Markersdorf - Reichenbach
- Linie 64 Görlitz – Schöpstal – Kodersdorf - Niesky
- Linie 66: Görlitz – Pfaffendorf - Friedersdorf